# 南嘉摩利副县
南嘉摩利副县（英語： 馬來語：）是砂拉越加帛省巫拉甲县下辖的一个副县，总面积有1,744.95平方公里，人口约有4千（2010数据），伊班人占多数。南嘉摩利副县在1987年1月1日正式成立。

## 经济
95%的县民耕农为主要经济，种植蔬菜与水果。农民多数是自给自足，一些则经营小规模的农业品买卖。5%的县民则从事伐木业和在政府机关部门工作。